# Théodore Bachelet
Pour les articles homonymes, voir Bachelet.
Jean-Louis-Théodore Bachelet, né le 15 janvier 1820 à Pissy-Pôville et mort le 26 septembre 1879 à Rouen, est un historien et érudit français.

## Biographie
Bachelet fit ses études aux lycées de Rouen et de Versailles. Entré, en 1840, à l’École normale, il fut reçu à l'agrégation d'histoire et géographie en 1846. Successivement professeur d’histoire aux collèges du Havre, de Chartres et de Saint-Quentin, aux lycées de Clermont-Ferrand et de Coutances, il est nommé, en 1854, professeur d'histoire au lycée de Rouen, où il enseigne jusqu'en 1873 et à l’École préparatoire à l’enseignement supérieur de cette ville. Également musicologue averti, il fit don de son importante collection de partitions du XVe au XVIIIe siècle à la bibliothèque municipale de Rouen dont il fut aussi conservateur après 1873.
Le 8 août 1856, il est admis à l'Académie des sciences, belles-lettres et arts de Rouen.
Il est l'auteur, en collaboration avec Louis Charles Dezobry :
- du renommé Dictionnaire Général de Biographie et d'Histoire, de Mythologie, de Géographie ancienne et Moderne comparée, des Antiquités et des Institutions grecques, romaines, françaises et étrangères, Paris, 1857 et 1863.
- du Dictionnaire des Lettres, des Beaux-Arts et des Sciences Morales et Politiques, Paris, 1863.

Il est l'auteur également d'ouvrages de simple vulgarisation, publiés sous son nom ou sous les pseudonymes de « Bosquet » ou de « Mignan », par les éditions Mégard de Rouen : La Guerre de Cent ans (1852) ; Les Français en Italie au XVIe siècle (1853) ; Histoire de Napoléon Ier (1854) ; Les Grands Ministres français : Suger, Jacques Cœur, Sully, Richelieu, Mazarin, Colbert (1855) ; Saint-Louis roi de France (1863) ; François Ier et son siècle (1869) ; Les Hommes illustres de la France (1874). Les neuf ouvrages pour la jeunesse publiés par Mégard représentent un tirage de près de 200 000 exemplaires.
Il était domicilié no 10 rue Beffroi à Rouen.
Il meurt subitement d'apoplexie. Ses obsèques sont célébrées dans l'église Saint-Godard de Rouen et il est inhumé au cimetière monumental de Rouen (carré M2-11).
Une école primaire de Rouen et de Saint-Ouen porte son nom.

## Distinctions
- Officier de l'Instruction publique (1856)[3]
- Chevalier de la Légion d'honneur (12 août 1865)[4]. La décoration lui fut remise par le maréchal Vaillant lors de l'inauguration de la statue de Napoléon à Rouen.

## Publications
- Psaumes et cantiques en faux bourdon, Rouen, Fleury Fils Ainé, 1837.
- La Guerre de cent ans, Rouen, Mégard, 1852 ; éd. 1859 & 1864 disponible sur Google Livres ; rééd. Nîmes, Lacour, 2013.
- Mahomet et les Arabes, Rouen, Mégard, 1853, 286 p., in-8o
- Les Rois catholiques d’Espagne, Rouen, Mégard, 1853, 240 p., in-12.
- Les Français en Italie au XVIe siècle, Rouen, Mégard, 1853 disponible sur Google Livres.
- Histoire de Napoléon Ier, Rouen, Mégard, 1857 disponible sur Google Livres.
- (avec Louis Charles Dezobry) Dictionnaire Général de Biographie et d'Histoire, de Mythologie, de Géographie ancienne et Moderne comparée, des Antiquités et des Institutions grecques, romaines, françaises et étrangères, Paris, 1857 et 1863 ; réédition : Paris, Delagrave, 1889, 2 vol. , 2989 p.. Une des rééditions :
  - [1889] Dictionnaire général de biographie et d'histoire…, t. 1 (édition entièrement refondue par E. Darsy), Paris, libr. Ch. Delagrave, 10e éd., 1581 p. (lire en ligne [sur gallica]).
  - [1889] Dictionnaire général de biographie et d'histoire…, t. 2 (édition entièrement refondue par E. Darsy), Paris, libr. Ch. Delagrave, 10e éd., 1585-3018 p. (lire en ligne [sur gallica]).
  - [1902] Supplément au dictionnaire général de biographie et d'histoire… (édition revue par E. Darsy), Paris, libr. Ch. Delagrave, 12e éd., 2992-3138 p. (lire en ligne [sur gallica]).
- Les Grands Ministres français Suger, Jacques Coeur, Sully, Richelieu, Mazarin, Colbert, Rouen, Mégard, 1859.
- (avec Louis Charles Dezobry) Dictionnaire des Lettres, des Beaux-Arts et des Sciences Morales et Politiques, Paris, 1863, Grand in-8o
- Les Hommes illustres de France, Rouen, Mégard, 1867.
- Histoire des temps modernes, Paris, A. Courcier, 1874.
- Cours d’histoire de France, 1871-74, 3 vol., Paris, A. Courcier, 1874-1879.
- Cours d’histoire, 1868-75, 3 vol., Paris, A. Courcier, 1878-1885.
- Les Arabes : origine, mœurs, religion, conquêtes, Rouen, Mégard, 1886, 221 p., in-8o
- Description historique, archéologique et pittoresque Rouen guide, Rouen, Augé, s.d.

### Sources
- « Chronique locale », Journal de Rouen,‎ 29 septembre 1879, p. 1-2.
- Édouard Frère, Manuel du bibliographe normand, Rouen, Le Brument, 1860, p. 59 lire en ligne sur Gallica.
- Gustave Vapereau, Dictionnaire universel des contemporains, Paris, Hachette, 1870, p. 84 lire en ligne sur Gallica.